# Nova Pádua
Nova Pádua är en kommun i Brasilien.   Den ligger i delstaten Rio Grande do Sul, i den södra delen av landet, 1 500 km söder om huvudstaden Brasília. Antalet invånare är 2 445.
I omgivningarna runt Nova Pádua växer huvudsakligen savannskog. Runt Nova Pádua är det ganska tätbefolkat, med 100 invånare per kvadratkilometer.